# AMC Concord
Der AMC Concord war ein vom US-amerikanischen Automobilhersteller AMC von Herbst 1977 bis Sommer 1983 produziertes Fahrzeug der Mittelklasse mit Hinterradantrieb. Es ist das nur geringfügig modernisierte Nachfolgemodell des AMC Hornet.

## Geschichte
Zum Modelljahr 1978 führte AMC den Concord ein, der nichts weiter darstellte als einen AMC Hornet mit Facelift und neuem Namen. Das Facelift betraf in erster Linie die jetzt leicht angeschrägte und mit Rechteckscheinwerfern versehene Frontpartie. Im Programm stand eine einzige Ausstattungslinie in den Varianten Stufenheckcoupé, dreitüriges Fließheckcoupé, viertürige Limousine und fünftüriger Kombi, dazu gab es den sportlichen AMX auf Basis des Heckklappencoupés. Gegen Aufpreis konnte man für alle Modelle (außer den AMX und das dreitürige Coupé) ein D/L-Paket erwerben, das Vinyldach, Velourspolsterung, Kartentaschen, Holzfolie am Armaturenbrett und weitere luxuriös anmutende Details beinhaltete. Den Antrieb übernahmen Reihensechszylinder von 3,8 oder 4,2 Litern Hubraum (letzterer serienmäßig im AMX) oder ein Fünfliter-V8.
1979 erfolgte eine erneute Überarbeitung der Front; sie erhielt jetzt Doppelscheinwerfer, unter denen die zuvor in den Grill eingelassenen Blinker saßen. Der AMX wanderte in die AMC-Spirit-Modellreihe ab, dafür gab es den Concord jetzt in drei Ausstattungsstufen: Basis, DL und Limited. DL- und Limited-Coupés und Limousinen trugen ein üppig gepolstertes Vinyldach zur Schau, die entsprechenden Kombis waren mit Holzfolie an den Flanken geschmückt, beim Limited kamen eine Lederausstattung und anderes hinzu. Limousinen und Coupés waren jetzt auch mit einem von Volkswagen stammenden Zweiliter-Vierzylinder zu haben, ansonsten änderte sich an der Motorenauswahl nichts.

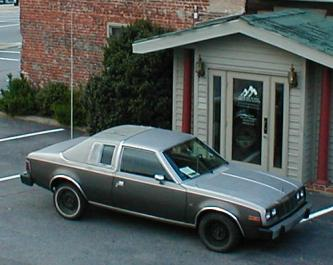
AMC Concord Hardtop-Coupé (1980)

1980 wurde der vom Concord abgeleitete AMC Eagle mit Allradantrieb eingeführt. Der Concord selbst bekam einen neuen Kühlergrill mit waagerechten Stäben und geänderte Heckleuchten. Der Zweiliter fiel nach einem Jahr wieder aus dem Programm, an seine Stelle trat ein von Pontiac zugekaufter 2,5 l-Vierzylinder. Auch der Fünfliter und der 3,8-Liter entfielen, der 4,2-Liter blieb mit 112 PS im Angebot.
Ab Modelljahr 1981 erhielten die von Vinyldächern umrahmten hinteren Seitenscheiben (opera windows) der DL- und Limited-Modelle eine geänderte Form, und der Rostschutz wurde verbessert. 1982 ließ sich der 2,5-Liter mit einem neuen Fünfganggetriebe kombinieren. 1983 wurde der Vierzylinder nicht mehr angeboten.
Im Sommer 1983 endete die Produktion des Concord nach 401.000 hergestellten Einheiten. AMC baute von nun an nur noch Modelle auf Renault-Basis und den Eagle. Als Nachfolger des Concord kann der 1987 lancierte Eagle Premier gelten, der auf dem Renault 25 basierte.